# جان دوفال
جان دوفال (بالفرنسية: Jean Duval)‏ هو كاهن كاثوليكي ومستشرق فرنسي، ولد في 22 أبريل 1597 في Clamecy, Nièvre ‏ في فرنسا، وتوفي في 10 أبريل 1669 في أصفهان في إيران.